# Lezzeno
Lezzeno ist eine Gemeinde mit 1923 Einwohnern (Stand 31. Dezember 2023) in der italienischen Provinz Como in der Region Lombardei. 

## Geographie
Die Gemeinde Lezzeno liegt am Lago di Como zwischen Nesso und Bellagio. Die umfasst die Fraktionen Cavagnola, Carvagnana, Crotto, Sormazzana, Calvasino, Pescaù, Ponisio, Carzolina, Bagnana, Chiesa, Rozzo, Sossana, Sostra, Cendraro, Morbia, Villa und Casate. 
Die Nachbargemeinden sind: Argegno, Bellagio, Colonno, Nesso, Sala Comacina, Tremezzina, Veleso und Zelbio.

## Geschichte
Das Gebiet von Lezzeno war bereits in Römerzeit bevölkert, wie die Entdeckung eines Grabsteins aus dem 1. bis 2. Jahrhundert belegt.
Während des Zehnjährigen Krieges befand sich in Lezzeno ein Teil der Festungsanlagen, die das Verteidigungssystem der Isola Comacina bildeten und auf der Seite Mailands eingesetzt wurden: eine Festung in der Ortschaft Castello und ein Turm auf der Spitze von Cavagnola.
In den Anhängen zu den Statuten von Como aus dem Jahr 1335 wird die "comune de Lezino plebis Insule" als der Ort genannt, der innerhalb der Pieve von Isola die Aufgabe hatte, die Strecke der Via Regina zwischen dem "ponte de Camozia in sursum" und dem "pontem de Colono" zu unterhalten.
Auch in kirchlicher Hinsicht war Lezzeno lange Zeit von der Pfarrkirche von Isola abhängig, innerhalb derer es die Funktionen einer Vizepfarrei ausübte und von der es sich 1780 löste, als die Kirche der Heiligen Quiricus und Julitta vom Bischof von Como Giambattista Muggiasca zu einer eigenständigen Pfarrei erhoben wurde.
Im 16. Jahrhundert gehörte Lezzeno zum "Lehen von Isola", das wiederum zum "Lehen von Colico" gehörte, das zunächst an Antonio Maria Quadrio (1555) und dann an die Familie Alberti vergeben wurde. 1640 übertrug der Herzog von Mailand, Philipp IV. (Spanien), Lezzeno und den Rest der Pfarrei Isola an den Abt von Como, Marco Gallio, und später an dessen Familie. 1686 starb der letzte Erbe der Familie Gallio aus, und die Fehde kehrte in die königliche Kammer des Herzogtums Mailand zurück.
Bis zum Ende des 18. Jahrhunderts zur gleichen Gemeinde gehörend, wurde Lezzeno 1751 mit einer fünfzehnjährigen Ablösesumme belegt und in zwei getrennte Gemeinden aufgeteilt:
- Lezzeno Superiore, einschließlich Villa, Casate, Cendraro, Sosanna, Rozzo;
- Lezzeno Inferiore, zu dem die Ortschaften Bagnana, Carsolina, Ponisio, Pescaredo, Calvasino, Sormazanna und Carvagnana gehörten.

## Bevölkerung
| Bevölkerungsentwicklung' | Bevölkerungsentwicklung' | Bevölkerungsentwicklung' | Bevölkerungsentwicklung' | Bevölkerungsentwicklung' | Bevölkerungsentwicklung' | Bevölkerungsentwicklung' | Bevölkerungsentwicklung' | Bevölkerungsentwicklung' | Bevölkerungsentwicklung' | Bevölkerungsentwicklung' | Bevölkerungsentwicklung' | Bevölkerungsentwicklung' | Bevölkerungsentwicklung' |
| ------------------------ | ------------------------ | ------------------------ | ------------------------ | ------------------------ | ------------------------ | ------------------------ | ------------------------ | ------------------------ | ------------------------ | ------------------------ | ------------------------ | ------------------------ | ------------------------ |
| Jahr                     | 1751                     | 1805                     | 1853                     | 1901                     | 1911                     | 1931                     | 1951                     | 1971                     | 1991                     | 2001                     | 2011                     | 2020                     |                          |
| Einwohner                | 730                      | 779                      | 1189                     | 1657                     | 1880                     | 1856                     | 1902                     | 1978                     | 1959                     | 2071                     | 2052                     | 2006                     |                          |

## Sehenswürdigkeiten
- Pfarrkirche Santi Quirico e Giulitta (16. Jahrhundert)[2]
- Kirche Sant’Antonio abate (18. Jahrhundert)[3]
- Kirche San Giuseppe (1677)[4]
- Kirche Santa Marta mit Fresken (15. Jahrhundert)[5]

## Persönlichkeiten
- Armando Valli genannt Mandell (* 16. Dezember 1951 in Lezzeno), italienischer Politiker